# Frank Arlig
Frank Arlig, eigentlich Karl Rudolf Pigge (* 15. September 1932 in Pirmasens; † 14. November 2018 in Bad Nauheim), war ein deutscher Schriftsteller, Journalist (Kultur), Verleger, Maler, Galerist, Kunstsammler und Friedensaktivist.

## Leben
Pigge wuchs in Hameln auf und hatte in Kassel und Hamburg Schauspielunterricht, er spielte außerdem in Saarbrücken und Hannover. Er war Mitglied der dju des Gewerkschaftsbundes sowie seit 1983 Stellvertretender Vorsitzender und von 1984 bis 1986 Vorsitzender des hessischen Schriftstellerverbandes.

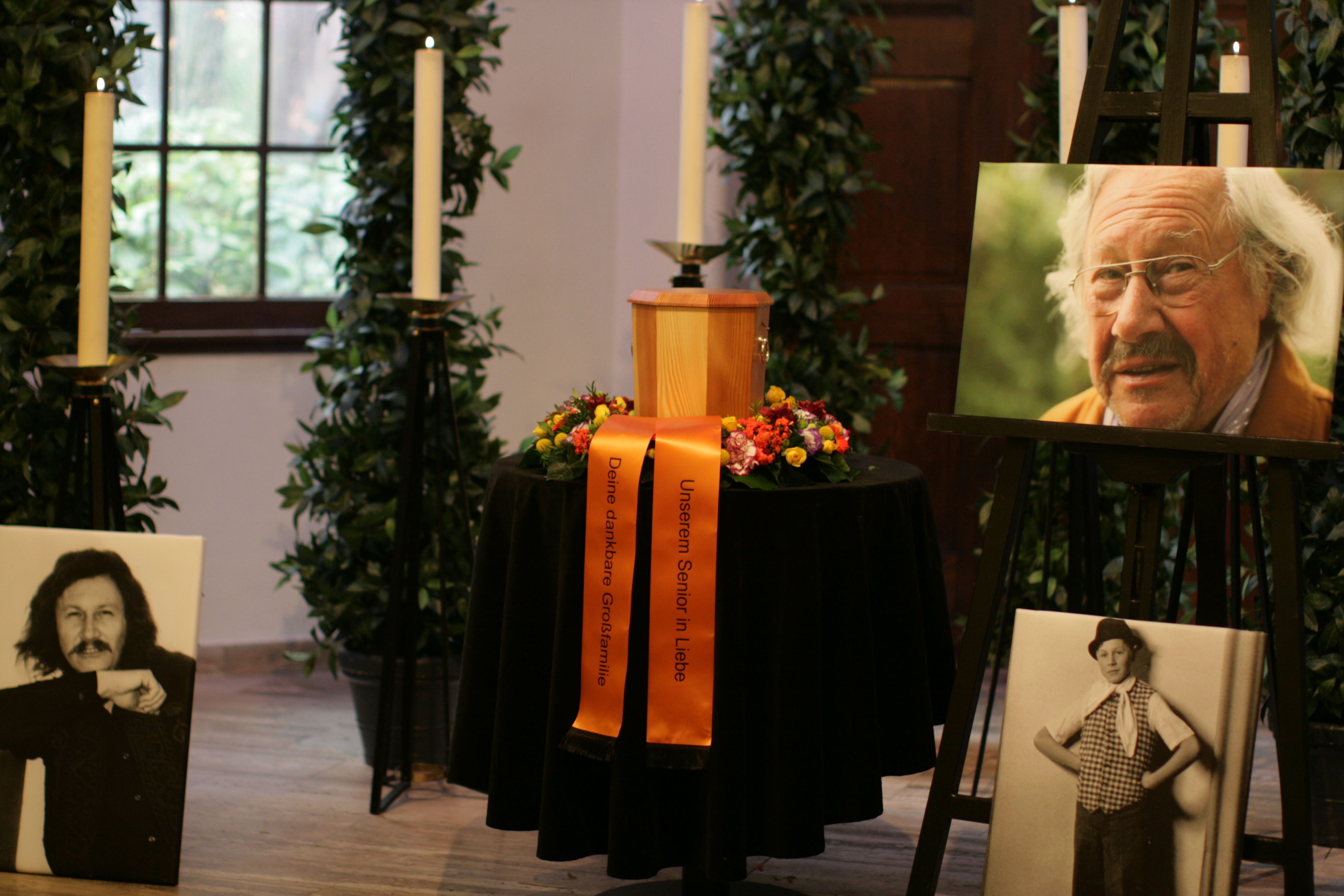
Trauerfeier für Frank Arlig
in Bad Homburg, 2018

1968 führte er in Villingen zusammen mit seiner Frau Ursula Pigge den Tsamas-Verlag, 1969 stellte er in der Tsamas-Galerie den Grafiker Wolff Buchholz (1935–2010) aus. Er siedelte 1970 mit seiner Familie nach Bad Homburg vor der Höhe um, wohin er auch den Sitz seines Tsamas-Verlages verlegte. In der Zeit verwendete er, z. B. für Beiträge in Anthologien, sein Pseudonym Frank Arlig; in Anthologien veröffentlichte er zusammen mit Autoren wie Peter O. Chotjewitz oder Thomas Ayck. Der Tsamas-Verlag war ein Kleinverlag und veröffentlichte Werke von Walter Aue, Dieter Kühn oder Gabriele Wohmann. In Villingen hatte er begonnen, die Vorausnummer zu Notabene. TSAMAS-KULTurmagazin zu veröffentlichen, von der die Nummern 1.1969 bis 3.1970 erschienen. Verlegerisch sind seine von Walter Aue herausgegebenen Bände typos I und typos II bedeutsam, sie werden verglichen mit den beiden 1969 von Rolf Dieter Brinkmann herausgegebenen Anthologien Acid und Silverscreen und sind Beispiele experimenteller Literatur.
Er war Redakteur der 1982 vom Verband deutscher Schriftsteller herausgegebenen „Friedens-Fibel“". In Deutschland führte er Lesereisen als „Der Mann, der aus dem Dunkeln liest“ durch.
Seit 1985 leitete er die Kulturredaktion der Frankfurter Kultur-/Theaterzeitung AKT. Von 1990 bis 1995 war er ihr Chefredakteur.
Zu dem 1968 verstorbenen Peter Roehr verfasste er einen Artikel im Schwarzwälder Boten. Arlig engagierte sich in der Friedensinitiative europäischer Schriftsteller.
Er starb am 14. November 2018 nach kurzer schwerer Krankheit im Kreise seiner Familie und wurde auf dem Waldfriedhof in Bad Homburg beigesetzt.

## Tsamas-Verlag
Bereits in Villingen etablierte Arlig zusammen mit seiner Frau Ursula Pigge, damals unter seinem Realnamen, den Tsamas-Verlag. 
Am 28. Mai 1972 endete Karl Krolow seinen Artikel im Der Tagesspiegel über das damalige Verlagsprogramm unter dem Titel "Ein guter Start" mit dem Resümee: "Alles in allem: ein erfreulicher Anfang mit einem jungen Verlag, der für vieles die richtige Witterung mitbringt."
Nachgewiesen sind meist schmalheftige Publikationen des Kleinverlages von 1970 bis 1977, darunter:
- Walter Aue (Hrsg.): typos I. Zeit-Beispiele. 1971, ISBN 3-87656-001-2, 233 S., illustriert.
- Walter Aue: rom z.b. 1971, ISBN 3-87656-003-9, 94 S.
- Dieter Kühn: musik & gesellschaft. 1971, ISBN 3-87656-002-0, 86 S., darin eine Biografie Max von Schillings.
- Gabriele Wohmann: grosse liebe. Fernsehstück. 1971, ISBN 3-87656-004-7, 90 S. (Ursprünglich 1966 bei SFB ausgestrahlt wurde das Werk später bei anderen Verlagen häufig nachgedruckt).
- Nikolai Nor-Mesek: Aussen Pop, innen Mief. Intimbericht der Werbung oder Bericht vom verlorenen Verantwortungsgefühl. 1971, ISBN 3-87656-007-1, 63 S.
- Walter Aue (Hrsg.): typos II. Selbst/Kenntnisse. 1972, 259 S.
- Peter M. Michels: Fuck the war. Dokumentarbericht über die amerikanische Anti-Kriegs-Bewegung und Public Relation für den Widerstand. 1972, ISBN 3-87656-008-X, 47 S.
- Gerd E, Hoffmann: Computer-Steckbrief. Gefahren neuartiger Überwachungssysteme durch Datenbanken-Netze mit Hilfe des Personenkennzeichens. 1972, ISBN 3-87656-010-1, 44 S.
- Thomas Ayck: Gegen die US-Gesellschaft. Gespräche mit Henry Miller und James Baldwin. 1977, ISBN 3-87656-012-8, 92 S.

## Werke
- Der Mann, der aus dem Dunkeln liest … Modart-Agentur, Bad Homburg 1978[11].
- Gegenwärtige Zukunft. Texte und Collagen. K. R. Pigge [Selbstverlag], Bad Homburg 1978.

### Romane, Erzählungen, Autobiografisches
- Drei Wochen sind das Ziel - Das Fastenbuch von Frank Arlig (Hrsg. Enno Pigge), Print-on-Demand, 2025 (posthum), ISBN 978-3819049903

### Beiträge, Herausgabe, Redaktion
- Walter Aue (Hrsg.): Typos 1, Zeit / Beispiele. Tsamas Verlag, Bad Homburg 1971.[12]
- Walter Aue (Hrsg.): Typos 2, Selbst / Kenntnisse. Tsamas Verlag, Bad Homburg 1972.[13]
- Friedens-Fibel. Büchergilde Gutenberg/Eichborn, Frankfurt am Main 1982, ISBN 3-8218-1009-2 (als Mitherausgeber und Redakteur), Erstausgabe 2500 Exemplare.
- Frankfurt, Offenbach, Mainz, Wiesbaden von hinten. Lese- und Reisebuch für Schwule, Gays und andere Freunde. Herausgeber und Redaktion Bruno Gmünder. Autoren Frank Arlig u. a. Gmünder, Berlin 1984, ISBN 3-924163-01-4.[14]
- akt. aktuelles Theater. Frankfurter Theaterzeitung. Frankfurt a. M. (Mehrjährige Verantwortung) ZDB-ID 40138-9.
- notabene. Kulturmagazin. Tsamas Verlag, Bad Homburg, 0.1968, 1.1969 – 3.1970. ZDB-ID 953325-4.
- Auftritt – Die Frankfurter Stadtillustrierte Mitarbeiter 1984
- Magengeschwüre, in "Festschrift zum 75jährigen Bestehen des Ortsvereins Bad Homburg vor der Höhe der IG Druck und Papier", 1981, Herausgegeben vom Ortsverein Bad Homburg der IG Druck und Papier, Redaktion Günther Scherf

### Theaterstücke
- 1995 Eingegrünt, unveröffentlichtes Mehrpersonenstück über Klimawandel, Vorurteile zwischen Ost-und West(deutschland) und das Ausleben geheimer Wünsche